# Lucifer (2.ª temporada)
A segunda temporada da série de televisão estadounidense Lucifer estreou na Fox em 19 de setembro de 2016 e foi concluída em 29 de maio de 2017, contando com 18 episódios. A temporada se baseia no personagem da DC Comics, Lucifer, e foi produzida pela Jerry Bruckheimer Television, Vertigo (DC Entertainment) e Warner Bros. Television, com Joe Henderson, Ildy Modrovich, Len Wiseman, Jonathan Littman, Jerry Bruckheimer, KristieAnne Reed e Sheri Elwood servindo como produtores executivos.
A estreia da temporada foi vista por 4.36 milhões de telespectadores e foi avaliada em 1.3/4 no grupo demográfico de 18 a 49 anos. A temporada foi aclamada pela crítica. A série foi renovada para uma terceira temporada em 13 de fevereiro de 2017.

## Elenco e personagens

### Principal
- Tom Ellis como Lucifer Morningstar
- Lauren German como Chloe Decker
- Kevin Alejandro como Daniel "Dan" Espinoza
- D.B. Woodside como Amenadiel
- Lesley-Ann Brandt como Mazikeen "Maze"
- Aimee Garcia como Ella Lopez[2]
- Scarlett Estevez como Beatrice "Trixie" Espinoza
- Rachael Harris como Linda Martin
- Tricia Helfer como Charlotte Richards/Deusa "Mãe"[3]

### Participações
- Jessica Sula como Amy Dods[4]
- Jeremiah Birkett como Lee[4]
- Eric Ladin como Liam Pickering[5]
- Colin Egglesfield como Ben Wheeler[5]
- Michael A. Goorjian como Elliot Richards[5]
- Robin Givens como Leila Simms[6]
- Robert Picardo como Yuri[7]
- Michael Imperioli como Uriel[8]
- Charisma Carpenter como Jamie Lee Adrienne[9]
- Mark Dacascos como Kimo Vanzandt[10]
- Phil LaMarr como Ryan Goldburg[10]
- Liam Hall como Edgar Romero[11]
- Karen Holness como Sidney Loomis[12]
- Alex Fernandez como Perry Smith[13]
- Charles Halford como Boris Sokolov[14]
- Chris Payne Gilbert como John Decker[15]
- Lobo Sebastian como Joe Fields[13]
- Caitlin Stryker como Tina Fields[14]
- Andrea Bogart como Corrina Huff[16]
- Nick Jandl como Eric Cooper[17]
- Rebecca De Mornay como Penelope Decker[18]
- Sharif Atkins como Earl Steadman[19]
- Karin Konoval como Juíza Vicky Estrada[19]
- Jamie Kennedy como Andy Kleinburg[20]
- Joe Williamson como Burt[21]
- Diana Bang como Suki Price[22]
- Toby Levins como Tim Pickman[22]
- Jennifer Cheon Garcia como Jana Lawrence[22]
- Tim DeKay como Profesor Jacob Carlisle[23]
- April Grace como Dra. Scott[24]
- Mike Doyle como Bradley[24]
- Ian Verdun como Dave Maddox[25]
- Lindsey Gort como Candy Morningstar (Candy Fletcher)[26][27]
- Felisha Terrell como Courtney Sax[27]
- Geoffrey Owens como decano asistente[28]
- Ryan Bittle como Sr. Taylor[29]
- Alison Becker como Madison[28]
- Timothy Omundson como Earl Johnson / Dios[30]
- Alimi Ballard como Dr. Liam Garrity[31]
- Laura Coover como Enfermeira Kipsey[31]
- Carolina Gómez como Bianca Ruiz[32]
- Marcus Coloma como Hector Ruiz[33]
- Shannon Chan-Kent como Kathleen Lyon[33]

## Episódios
| N.º na série | N.º na temp. | Título                                                                     | Dirigido por     | Escrito por                    | Exibição original      | Audiência (milhões) |
| --- | ------------ | -------------------------------------------------------------------------- | ---------------- | ------------------------------ | ---------------------- | ------------------- |
| 14 | 1            | "Everything's Coming Up Lucifer" "(Tudo Favorável a Lucifer)" (BR)         | Nathan Hope      | Joe Henderson                  | 19 de setembro de 2016 | 4.36                |
| Enquanto Lucifer ajuda Chloe a resolver um caso de assassinato envolvendo uma popular atriz de séries de televisão, ele fica convencido de que a alma de sua mãe está possuindo o corpo do assassino, e que ela está fazendo isso para atormentá-lo. Lucifer conta a Linda a história de como a união de seu pai e sua mãe criou o universo, mas sua mãe foi banida para o inferno para sempre. Chloe diz que ela tem um pouco do sangue de Lucifer, na qual ela pegou depois do tiroteio, e que planeja testá-lo para provar e refutar suas reivindicações sobre ser o diabo. Quando Amenadiel descobre sobre isso, ele inventa uma história para contar para Chloe, na qual retrata Lucifer como louco, mas humano. Assim como Lucifer, Amenadiel começa a perceber sinais da perda de seus poderes angelicais. Dan é reintegrado à força policial, mas teve que tomar um rebaixamento para conseguir isso. Maze também retorna após um tempo de ausência, dizendo que foi ver alguém e que está tentando descobrir um jeito de se encaixar neste mundo. No final do episódio, a mãe de Lucifer aparece em sua porta pedindo ajuda. |              |                                                                            |                  |                                |                        |                     |
| 15 | 2            | "Liar, Liar, Slutty Dress on Fire" "(A Mentira Tem Vestido Curto)" (BR)    | Louis Milito     | Ildy Modrovich                 | 3 de outubro de 2016   | 3.67                |
| A mãe de Lucifer acorda com dor, e encontra uma chave de fenda cravada em seu pescoço. Ela e Lucifer voltam para o quarto de hotel no qual é o último lugar que a mãe dele se lembra de estar, e encontram dois corpos assassinados. Lucifer fica convencido de que foi sua mãe quem cometeu os crimes e se encontra com Chloe e Dan para investigar. Mais tarde, Lucifer descobre que o corpo que sua mãe possuiu é o de Charlotte Richards, sócia-gerente de uma empresa de advocacia. Ele também descobre que ela é casada, mas dormiu com Ben Wheeler, um homem a quem ela recentemente promoveu a sócio sênior na empresa. Cocaína é encontrada nos escritórios de advocacia, dando mais suspeitos à equipe. Em uma última análise, a investigação revela que Charlotte era uma vítima, não a assassina, o que faz com que Lucifer perceba que o corpo voltou à vida quando sua mãe o possuiu. Com o crime resolvido, Lucifer castiga sua mãe por ter abandoná-lo quando ele foi expulso do céu e enviado para o inferno. Então, ela revela que Deus inicialmente queria destruir Lucifer, mas ela o convenceu a mandá-lo para o inferno no lugar disso. Lucifer parece aceitar a explicação e vai embora, enquanto sua mãe olha para o céu com um sorriso malicioso. |              |                                                                            |                  |                                |                        |                     |
| 16 | 3            | "Sin-Eater" "(Devorador de Pecados)" (BR)                                  | Mairzee Almas    | Alex Katsnelson                | 10 de outubro de 2016  | 3.67                |
| Chloe, Dan e Lucifer investigam um caso envolvendo um assassino em série, cujos métodos de torturar suas vítimas incomoda Lucifer, pois ele enxerga isso como um ato de tomar posse de seu papel como o Diabo. Eles encontram uma ligação dos assassinatos com uma empresa de compartilhamento de vídeos online dirigida por Leila Simms, já que é descoberto que as vítimas dos assassinatos gravaram vídeos de outras pessoas sendo humilhadas e postaram em uma rede social. Na delegacia, Chloe e Dan discutem o efeito de seu relacionamento sobre Trixie. Então, Dan diz que eles precisam se divorciar. A mãe de Lucifer insiste que ele a deixe ver seu outro filho, Amenadiel. Quando Lucifer se recusa a ajudar, sua mãe atrai Amenadiel para a Lux. Lucifer entra na discussão entre sua mãe e Amenadiel e trata de uma decisão sobre a punição que ele vai dar a sua mãe por escapar do inferno: ela será condenada a viver para sempre entre a humanidade que ela tanto despreza. |              |                                                                            |                  |                                |                        |                     |
| 17 | 4            | "Lady Parts" "(Partes Femininas)" (BR)                                     | Ben Bray         | Sheri Elwood                   | 17 de outubro de 2016  | 3.63                |
| Chloe, Dan e Lucifer investigam o caso do corpo de uma jovem encontrado jogado na floresta. Os três percebem um carimbo de clube em forma de triângulo no pulso da jovem, e a autópsia de Ella revela que ela estava drogada. Quando Lucifer e Chloe interrogam a vizinha da vítima, um corpo de uma outra mulher é encontrado na casa da vizinha, e o mesmo carimbo está no pulso da mulher morta. Enquanto isso, Chloe fica deprimida por causa de seu divórcio e por causa das consequências que isso irá causar, então Lucifer pede para Maze, Linda e Ella levarem Chloe para uma noite das garotas. Mais tarde, no meio da noite das garotas, Chloe vê um homem que tem o carimbo de triângulo no pulso e investiga ele. Após a namorada do homem começar a brigar com ela, Chloe acaba descobrindo que o carimbo é de um clube de sexo. Chloe, Dan e Lucifer descobrem que um homem chamado Yuri tinha uma conexão com as duas vítimas e algumas fotos no telefone de Yuri os leva de volta para a vizinha que visitaram anteriormente. Em outros lugares, a mãe de Lucifer se esforça para se ajustar a sua vida doméstica como humana, enquanto Amenadiel fica agonizado por estar perdendo sua asa e seus poderes angelicais. Ele se junta com Lucifer e, finalmente, descobre o acordo que Lucifer fez com Deus: mandar sua mãe de volta para o inferno em troca de salvar a vida de Chloe. Amenadiel diz a Lucifer que a punição que ele deu para sua mãe não cumpre o acordo, e que Deus pode desfazer a sua parte no acordo, ou seja, matar Chloe. Em outros lugares, Chloe dirige seu carro falando ao telefone, quando, de repente, um carro bate no dela.                                       |              |                                                                            |                  |                                |                        |                     |
| 18 | 5            | "Weaponizer" "(Aniquilador)" (BR)                                          | Karen Gaviola    | Jason Ning                     | 24 de outubro de 2016  | 3.55                |
| O acidente de carro envolvendo Chloe é mostrado novamente, revelando que foi causado por Uriel, um dos irmãos de Lucifer e Amenadiel, que tem a habilidade especial de prever as coisas. Chloe fica ferida, mas não gravemente, e volta a trabalhar, investigando o caso de uma estrela de filmes de ação que foi assassinada chamada Wesley Cabot, a quem Dan é um grande fã. Lucifer se preocupa com a segurança de Chloe após o acidente e logo descobre que Uriel está na Terra, e causou o acidente para enviar uma mensagem. Uriel diz que chegou para fazer o que Lucifer não podia fazer, e dá um ultimato a seu irmão: enviar sua mãe de volta para o inferno dentro de 24 horas, ou Chloe morrerá. Lucifer visita sua mãe no escritório de advocacia de Charlotte, dizendo a ela que Uriel é um sinal da ira de Deus, e que outros irão levá-la ao inferno se ela não for voluntariamente. Ela se recusa. Amenadiel tenta raciocinar com Uriel, mas os dois logo começam a brigar. Com a fraqueza de Amenadiel e Uriel antecipando todos os seus movimentos, Uriel facilmente ganha. Lucifer encontra Amenadiel sangrando, e finalmente descobre que seu irmão perdeu seus poderes. Então, Lucifer confronta Uriel em uma igreja e descobre que ele está com a adaga de Azrael, que ele adquiriu do anjo da morte. Lucifer percebe que Uriel pretende usar a adaga para acabar permanentemente com a existência de sua mãe. Então, Lucifer luta com Uriel, mas perde. Maze entra na briga contra Uriel. Ela também começa a perder, mas no meio da luta, Uriel perde a adaga de Azrael. Lucifer recupera o objeto e mata Uriel com a adaga, mas, antes de morrer, Uriel diz algo no ouvido de Lucifer. |              |                                                                            |                  |                                |                        |                     |
| 19 | 6            | "Monster" "(Monstro)" (BR)                                                 | Eagle Egilsson   | Chris Rafferty                 | 31 de outubro de 2016  | 3.42                |
| Em um casamento com tema de zumbi, tiros saem de algum lugar, ferindo o noivo e matando a noiva. Chloe e Dan começam a investigar e Lucifer chega atrasado, após beber a noite inteira, claramente muito abalado por matar seu próprio irmão, Uriel. Embora Chloe ainda esteja se acostumando a morar com Mazikeen, ela deixa Maze levar Trixie para pedir doces ou travessuras para que ela possa continuar trabalhando em seu caso. Enquanto vão de porta em porta, Maze revela parte de seu verdadeiro rosto de demônio para Trixie, e ela acha incrível, pensando que é uma fantasia de Halloween. Deprimido, Amenadiel visita sua mãe, que tenta animá-lo elogiando o modo em como ele sempre faz o que seu Pai pede. Então, Amenadiel começa a criticar Deus por permitir tudo o que aconteceu com sua família. Depois que Chloe rastreia o atirador do casamento em um hospital, Lucifer fica na frente da próxima vítima da lista do assassino, na esperança de que ele mesmo seja baleado. No entanto, Chloe impede o atirador e o prende. Mais tarde, Lucifer visita a Dra. Linda Martin, chamando a si mesmo de monstro e confessando matar seu irmão. Ele diz que sempre puniu pessoas, mas nunca matou ninguém antes. Quando Lucifer começa a contar a história verdadeira, a Dra. Martin o interrompe, pedindo a ele que pare de falar em suas metáforas de que é o Diabo, e diz a ele que não pode mais ajudá-lo se ele não for honesto com ela sobre quem ele realmente é. Então, Lucifer revela seu verdadeiro rosto para a Dra. Martin, o que a deixa em estado de choque. |              |                                                                            |                  |                                |                        |                     |
| 20 | 7            | "My Little Monkey" "(Minha Pequena)" (BR)                                  | Tara Nicole Weyr | Jenn Kao                       | 7 de novembro de 2016  | 3.52                |
| Chloe recebe um caso que a atinge profundamente, pois ela descobre que o homem condenado por matar seu pai, o policial John Decker, está sendo libertado da prisão sob supervisão para comparecer ao batismo de sua neta. Quando o prisioneiro e seu motorista/guarda subsequentemente acabam sendo assassinados, Chloe e Dan investigam e descobrem que não foi aquele homem que matou John Decker, e que ele ficou na prisão por todos esses anos injustiçadamente. Durante o caso, Lucifer, ainda com nojo de si mesmo, tenta observar e agir como Dan para se sentir mais humano. Em outros lugares, Linda Martin diz para Maze que elas não podem mais ser amigas, pois Maze é um demônio. Entretanto, Maze está à procura de um emprego para continuar sobrevivendo na Terra. Quando ela ajuda Chloe a encontrar o diretor da prisão, que foi o verdadeiro culpado pela morte de John Decker, Maze decide que será uma caçadora de recompensas. |              |                                                                            |                  |                                |                        |                     |
| 21 | 8            | "Trip to Stabby Town" "(Levou uma Apunhalada)" (BR)                        | Nathan Hope      | Jeff Lieber                    | 14 de novembro de 2016 | 3.87                |
| Chloe, Dan e Lucifer investigam o caso de uma mulher que foi apunhalada, a qual é revelada ter sido membro de um grupo de yoga que se divide com um culto. Lucifer também pede ajuda a Ella para um caso pessoal: descobrir quem roubou a adaga de Azrael do túmulo de Uriel. A perícia de Ella leva Lucifer ao escritório de advocacia de Charlotte. Quando é confrontada por ele, sua mãe revela que divulgou a adaga pelo mundo para "chamar a atenção de Deus". O caso de Chloe se liga com o caso pessoal de Lucifer quando vários membros do grupo de yoga são encontrados apunhalados e mortos, com a adaga de Azrael apunhalada na vítima final. Dan brevemente pega a adaga e ameaça Lucifer por ter arruinado sua família, mas Lucifer usa seus poderes para impedir Dan de fazer o que a adaga quer que ele faça. Mais tarde, Amenadiel diz a Lucifer que quer que as coisas voltem ao seu devido lugar, com Lucifer no inferno e sua mãe no céu, mas a mãe deles diz que quer que toda sua família volte para o céu. Lucifer confessa que odiou viver no inferno, mas o pensamento do céu é ainda pior. Ele diz que o único lugar onde se sente compreendido é na Terra. Enquanto isso, Lucifer retoma suas sessões com a Dra. Linda Martin, que começa a perceber que Lucifer é como muitos de seus pacientes de terapia: um simples indivíduo perturbado com uma família disfuncional. |              |                                                                            |                  |                                |                        |                     |
| 22 | 9            | "Homewrecker" "(Destruidor de Lares)" (BR)                                 | Greg Beeman      | Mike Costa                     | 21 de novembro de 2016 | 3.63                |
| Chloe, Dan e Lucifer investigam o assassinato de um rico magnata imobiliário que era dono de todo o quarteirão onde se localiza a Lux. A investigação aponta para várias pessoas que tinham motivos para matar o homem, incluindo o filho dele, sua noiva que possui meios modestos, e uma empreendedora imobiliária que era rival dele e quer demolir todo o quarteirão, incluindo a Lux, para construir um shopping. A empreendedora imobiliária quase consegue o que deseja, mas Chloe consegue fazer com que o prédio onde fica a Lux seja declarado um marco histórico. Enquanto isso, Charlotte se torna amiga de Dan, e começa a acreditar que Chloe é a razão de Lucifer querer ficar na Terra. Charlotte conhece um fabricante de bombas e planeja explodir o carro de Chloe quando ela entrar nele. |              |                                                                            |                  |                                |                        |                     |
| 23 | 10           | "Quid Pro Ho" "(Megera)" (BR)                                              | Nathan Hope      | Ildy Modrovich & Julia Fontana | 28 de novembro de 2016 | 4.09                |
| A tentativa de Charlotte de matar Chloe é impedida por Amenadiel, que a convence de que matar Chloe só faria Lucifer ficar obcecado em encontrar seu assassino. Mais tarde, Lucifer descobre que sua mãe tentou matar Chloe, mas seus pensamentos logo se voltam para o julgamento do assassinato de John Decker, em que Charlotte está designada a defender Perry Smith. Lucifer assume a posição de testemunha e dá um testemunho de que Chloe foi a primeira pessoa a aparecer na cena do crime, colocando suas convicções em risco, porque, agora, Chloe terá que enfrentar acusações de conflito de interesses. Charlotte tenta convencer Chloe a mentir no tribunal e dizer que o testemunho de Lucifer é falso, pois essa é a única maneira de fazer com que Perry Smith seja condenado. Mas, em vez disso, Chloe diz que o testemunho de Lucifer era verdadeiro. Mais tarde, Amenadiel se encontra com a mãe de Chloe, Penelope, que está perturbada com o fato de que o assassino de seu marido foi libertado. Amenadiel se lembra de ter encontrado Penelope e John Decker há 35 anos, quando foi enviado por Deus para ajudar em um milagre, permitindo que Penelope ficasse grávida. Então, ele se encontra com sua mãe e lhe conta a história, afirmando que o fato de Lucifer vir para a Terra e conhecer Chloe já estava predestinado havia anos. |              |                                                                            |                  |                                |                        |                     |
| 24 | 11           | "Stewardess Interruptus" "(Interrupção de uma Comissária de Bordo)" (BR)   | Greg Beeman      | Sheri Elwood                   | 16 de janeiro de 2017  | 3.97                |
| Quando duas vítimas de assassinato são encontradas e a única conexão aparente entre elas é o fato de que as duas vítimas haviam transado com Lucifer, Chloe entrevista todas as pessoas com quem Lucifer transou nos últimos dois meses para tentar encontrar o culpado. Ao fazer isso, Lucifer chega à desconfortável compreensão de que ele nunca significou tanto para eles quanto eles significaram para ele, fazendo-o perder sua confiança em seguir seus sentimentos afetivos cada vez maiores por Chloe. Enquanto isso, a verdadeira conexão é uma pessoa misteriosa para quem as vítimas estavam contrabandeando uma substância desconhecida, mas mortal, que é descoberta pela polícia. Mazikeen continua a procurar sua própria identidade e aprende uma verdade valiosa da Dra. Linda, enquanto Amenadiel, a pedido de sua mãe, tenta manipular Lucifer para se aproximar ainda mais de Chloe. No final, Lucifer decide parar de conquistar Chloe, dizendo para ela que ela é especial e ele não é digno dela. Os elogios de Lucifer pelas coisas que a tornam especial fazem Chloe perceber que ele cuida dela muito mais do que apenas tenta conquistá-la. Então, ela o beija. |              |                                                                            |                  |                                |                        |                     |
| 25 | 12           | "Love Handles" "(Pneuzinhos)" (BR)                                         | Karen Gaviola    | Alex Katsnelson                | 23 de janeiro de 2017  | 4.17                |
| Lucifer fica um pouco confuso quando Chloe começa a agir mais despreocupada e relaxada em sua presença, fazendo trocadilhos com ele. Lucifer e Chloe continuam tentando localizar o dono do misterioso pacote depois que um estudante universitário é encontrado morto devido a um veneno desconhecido. Provas os levam até o professor Carlisle, que foi castigado por salvar a si mesmo e sua dissertação de um veículo em chamas, deixando o motorista morrer. Carlisle está conduzindo "experiências" mórbidas para provar que todos os seres humanos fariam a escolha que ele fez. Enquanto isso, Maze ouve sobre a história de Chloe através de Charlotte, e concorda em se reunir com Lucifer para contar a verdade para ele, no próprio bar onde Amenadiel conheceu Penelope, há 35 anos atrás. Quando Maze muda de ideia, Lucifer vê uma foto de Amenadiel e Penelope, mais jovem, na parede do bar, e Charlotte confirma que Chloe é um milagre criado por Deus. Ao ir confrontar Chloe, Lucifer percebe que ela está com os sintomas do veneno de Carlisle. |              |                                                                            |                  |                                |                        |                     |
| 26 | 13           | "A Good Day to Die" "(Um Bom Dia Para Morrer)" (BR)                        | Alrick Riley     | Joe Henderson & Chris Rafferty | 30 de janeiro de 2017  | 4.19                |
| Lucifer e Chloe procuram desesperadamente um antídoto para salvá-la, descobrindo com o associado do professor Carlisle que ele adquiriu os ingredientes de seus venenos através de um artista amador. Chloe entra em colapso e é hospitalizada, enquanto Dan e Lucifer descobrem que apenas Carlisle conhecia a fórmula do antídoto. Sem outras opções, Lucifer pede para Maze e Linda pararem seu coração, o que faz com que ele vá até o Inferno e encontre a alma de Carlisle, que agora está sendo eternamente atormentada por uma ilusão da morte do motorista. Lucifer o engana para que ele lhe diga a fórmula em troca da absolvição, o que, mais tarde, é negada. Enquanto espera para ser ressuscitado, Lucifer acaba entrando em uma ilusão de Uriel, que o obriga a matá-lo repetidamente. Charlotte vai até o Inferno para libertá-lo, mas acaba sucumbindo à sua própria culpa, o que obriga Lucifer a arrastá-la para longe. Ao ser ressuscitado, Lucifer se encontra com Dan e Ella, que recuperaram os ingredientes, e cria o antídoto. Charlotte tenta se reconectar com seu filho, mas ele a rejeita por tê-lo enganado. Quando Chloe visita a Lux mais tarde naquela noite, ela fica chocada ao encontrar o local fechado, com Lucifer longe de ser encontrado. |              |                                                                            |                  |                                |                        |                     |
| 27 | 14           | "Candy Morningstar" "(Candy Morningstar)" (BR)                             | Claudia Yarmy    | Jenn Kao                       | 1 de maio de 2017      | 3.41                |
| Lucifer volta para Los Angeles depois de duas semanas, e apresenta sua esposa, Candy, para Chloe e Dan. Chloe fica chateada, tanto com a atitude improvisada de Lucifer como com sua decisão dele de se casar. Quando Ash Corrigan, um músico de uma banda local, aparece morto, Lucifer tenta ajudar Chloe, mas ela o afasta. Enquanto isso, Amenadiel e Charlotte também descobrem que Lucifer está casado, então, Charlotte começa a suspeitar que Lucifer está planejando algum tipo de vingança. Quando Maze sugere que Chloe precisa de um mediador, ela se passa por Candy e visita o mesmo mediador que Ash visitou para discutir seu divórcio. Amenadiel confronta Lucifer por ter magoado os sentimentos de Chloe. Lucifer diz que ele não está a ignorando, mas sim, a protegendo. Os dois descobrem que Doug, um dos colegas da banda de Ash, o matou. Então, eles o prendem. Lucifer e Chloe concordam em se tornar parceiros novamente. É revelado que Lucifer não se casou com "Candy", que, na verdade, é uma atriz que ajudou Lucifer em troca de um favor que ele fez para ela em Las Vegas. |              |                                                                            |                  |                                |                        |                     |
| 28 | 15           | "Deceptive Little Parasite" "(Pequena Parasita Enganadora)" (BR)           | Brad Tanenbaum   | Mike Costa & Julia Fontana     | 8 de maio de 2017      | 3.25                |
| Lucifer recupera a adaga de Azrael, que também é a Espada Flamejante que guardava Éden, e que pode atravessar as Portas do Céu, permitindo que Charlotte volte para casa. Como o Portador da Luz, Lucifer é o único que pode reacender a adaga, mas não consegue fazer isso, pois a adaga só é acionada pela raiva extrema. Chloe e Dan investigam o assassinato de um oficial de admissão em uma escola de ensino fundamental que é conhecida por ser uma das melhores; apesar de descobrirem um desvio de dinheiro feito pelo reitor adjunto da escola, eles não conseguem encontrar nenhuma ligação. Chloe e Maze se apresentam como um casal e participam de uma festa em homenagem ao falecido, onde o verdadeiro assassino, um professor cujo caso foi descoberto pela vítima, é pego e dominado por Maze. Linda diz para Lucifer que sua incapacidade de usar a adaga pode ser porque ele esconde toda a dor e desgosto de sua vida, e, ao deixá-la sair, ele consegue acender rapidamente a Espada. Então, é revelado que Charlotte está desesperada para voltar para o Céu porque sua forma humana está enfraquecendo. |              |                                                                            |                  |                                |                        |                     |
| 29 | 16           | "God Johnson" "(Deus Johnson)" (BR)                                        | Sherwin Shilati  | Jason Ning                     | 15 de maio de 2017     | 3.05                |
| Lucifer trabalha em um novo caso com Chloe, investigando o assassinato de um enfermeiro em uma instituição mental. O suspeito é um paciente que se autodenomina "Deus Johnson", é imune aos poderes de Lucifer e o chama de Samael. Ella o identifica como Earl Johnson, um homem de negócios rico que se internou depois de doar todo seu dinheiro. Lucifer finge ser louco e se interna. Ao ver Johnson curar uma mulher que está sangrando, a qual teria sido a segunda vítima do assassino, Lucifer acredita que Deus veio para a Terra. Quando confronta seu Pai e descobre que ele não sabe que Charlotte fugiu do Inferno, Lucifer e Linda o tiram do hospital e organizam um encontro surpresa entre os dois. Amenadiel revela para Maze que Lucifer voltará para o Céu, deixando-a para trás. Deus e Charlotte começam a se reconciliar, mas Chloe chega, levando Lucifer e ele de volta para o hospital. O verdadeiro assassino, uma das enfermeiras, os sequestra. Lucifer descobre que o cinto de Earl é uma peça da adaga de Azrael, e que Deus possuiu Earl enquanto ele estava usando o cinto para poder conversar com Lucifer. Percebendo que seu pai nunca seria gentil com ele, o ódio de Lucifer por Deus se torna ainda mais forte. |              |                                                                            |                  |                                |                        |                     |
| 30 | 17           | "Sympathy for the Goddess" "(Simpatia pela Deusa)" (BR)                    | Louis Milito     | Joe Henderson                  | 22 de maio de 2017     | 3.03                |
| Lucifer, Amenadiel e Charlotte fecham um acordo com Zeke Moore, um contrabandista profissional, para conseguirem a última peça da adaga. No entanto, Zeke é roubado e assassinado antes que consiga lhes entregar a peça. Lucifer faz com que Chloe assuma o caso, e eles descobrem que o assassino em questão é Chet Ruiz, filho de Bianca Ruiz, uma das clientes de Charlotte e uma poderosa chefe criminosa. Amenadiel e Dan se unem ao descobrir que os dois se sentem incapazes de competir com Lucifer. Linda é afastada de sua licença médica por causa de violações de ética no incidente do Deus Johnson, então, involuntariamente, Lucifer estraga seu apelo ao revelar que dormiu com ela. Maze, enfurecida, o ataca, e revela o quão magoada está com o fato de que Lucifer a manipulou durante o tempo que ficaram na Terra. Bianca faz com que Charlotte roube o telefone de Chet da polícia, mas Chloe descobre (também descobrindo que Charlotte é a "ex-esposa do pai de Lucifer"), e a faz participar de uma operação que leva Bianca à prisão. É descoberto que a peça é um livro raro que apenas Amenadiel consegue ler. Maze obriga o presidente do conselho de ética a restabelecer a licença de Linda, enquanto Charlotte, acidentalmente, mata Chet, expondo-o a sua verdadeira forma quando ele a esfaqueia. Lucifer e Amenadiel descobrem que o colar de Amenadiel contém a terceira peça da adaga, e que Amenadiel é o filho favorito de seu Pai. |              |                                                                            |                  |                                |                        |                     |
| 31 | 18           | "The Good, the Bad, and the Crispy" "(O Bonzinho, o Mau e o Gostoso)" (BR) | Karen Gaviola    | Ildy Modrovich                 | 29 de maio de 2017     | 3.31                |
| Charlotte faz uma ligação e pede ajuda para se livrar do corpo de Chet, enquanto Amenadiel insiste para Lucifer lhe dar um tempo para se encontrar antes de voltar a montar a adaga. Linda usa fita adesiva para esconder a ferida de Charlotte, mas, quando Lucifer chega, ele percebe que sua mãe não tem muito tempo de vida até que seu corpo humano "exploda". Ele pede para Maze encontrar Amenadiel, enquanto trabalha para cobrir o assassinato. Infelizmente, Ella encontra a empresa de limpeza que Charlotte contratou, e Chloe confronta Lucifer sobre estar deixando seus problemas pessoais interferirem no trabalho. Amenadiel se recusa a voltar a montar a adaga, dizendo ter renovado sua lealdade a seu Pai. Charlotte foge, aparentemente mata uma das limpadoras da empresa de limpeza, e obriga Linda a revelar o plano de Lucifer. Então, ela ameaça matar Chloe, a menos que a última peça da adaga seja entregue para ela, o que é descoberto estar na posse de Dan. Amenadiel usa seu poder angélico renovado para parar o tempo, fazendo com que Linda consiga ser hospitalizada. Ao mesmo tempo, o verdadeiro assassino da limpadora (o irmão de Chet) tenta atirar em Lucifer e Charlotte. Com o tempo parado, Lucifer acende a adaga e abre uma fenda dimensional para um outro universo, onde sua mãe pode criar seu próprio mundo, livre da influência de Deus. Mais tarde, a antiga Charlotte ressuscita, sem lembrar do tempo em que seu corpo estava habitado. Uma visita a Linda no hospital encoraja Lucifer a revelar sua verdadeira natureza para Chloe. No entanto, antes que consiga fazer isso, ele é nocauteado e acorda em um deserto, com suas asas restauradas.    |              |                                                                            |                  |                                |                        |                     |

## Produção

### Desenvolvimento
Em 7 de abril de 2016, a Fox renovou a série para uma segunda temporada. Em 9 de junho de 2016, foi anunciado que a produtora Jerry Bruckheimer Television optou por se separar da Warner Bros. Television, sendo Lucifer uma de suas últimas séries para o estúdio. Em 23 de março de 2017, o Showrunner Joe Henderson revelou que a temporada consistiria em 18 episódios em vez dos 22 planejados, com os quatro episódios restantes entrando na terceira temporada. Henderson explicou que "Nós projetamos esta temporada para ser um arco de 18 episódios porque originalmente teríamos 18 episódios. Mas então obtivemos mais quatro! [...] Então decidimos criar quatro episódios que nos permitem jogar um pouco". A produtora executiva Ildy Modrovich disse que os quatro episódios restantes seriam "episódios completamente independentes". Joe Henderson, Ildy Modrovich, Len Wiseman, Jonathan Littman, Jerry Bruckheimer, KristieAnne Reed e Sheri Elwood serviram como produtores executivos, com Tom Kapinos servindo como consultor executivo.

### Roteiro
O showrunner Joe Henderson disse que "A pergunta mais importante será: 'Quem é a mãe?' [...] a primeira temporada era sobre a história de um filho rebelde lidando com problemas com seu pai; A segunda temporada é sobre a mãe." Ele acrescentou que "há um motivo específico pelo qual [a mãe] escapou e ela tem um objetivo muito específico em mente. É uma pessoa formidável e há uma razão pela qual Lúcifer parece assustado." Henderson também explicou que a vulnerabilidade de Lucifer continuaria a ser explorada quando ele estivesse com Chloe, afirmando "Essa é uma história que continuaremos a contar. [...] Essa é uma grande parte da 2ª temporada e da jornada contínua de Lucifer." Outro tema que continuaria a ser "tocado" seria "Será? / Não será?" da relação de Lucifer e Chloe, afirmando: "Uma das grandes coisas que queríamos fazer na primeira temporada era fazer a amizade mais do que qualquer coisa. Obviamente, há uma química incrível entre os dois, mas fizemos um esforço muito consciente para tornar isso menos sobre sexo e mais sobre emoção. [...] O divertido foi dar a Lucifer uma verdadeira amiga na primeira temporada, e então a questão é: para onde isso vai na segunda temporada? O romance geralmente vem com isso, mas queremos ser muito cuidadosos e ter certeza de que a amizade é a parte mais importante."
A atriz Tricia Helfer declarou sobre sua personagem, deusa/mãe: "Existem muitas camadas para isso. Vai ser divertido interpretar ela". Helfer também disse que "há alguma raiva e ressentimento com seus filhos, mas ela ainda os ama e tem um lado materno". Quando Henderson foi questionado se a 2ª temporada incluiria mais histórias de fundo de Maze, ele respondeu: "Você terá dicas da história de fundo da Maze, mas a segunda temporada é mais sobre mover Maze para frente e fazer com que ela descubra como fazer isso na Terra."

### Casting
Em junho de 2016, foi anunciado que Tricia Helfer havia sido elegida para os papéis recorrentes de Charlotte e mãe de Lucifer; e Aimee Garcia como o papel principal de Ella Lopez, a nova cientista forense do Departamento de Polícia de Los Angeles. Em 20 de julho de 2016, Helfer foi promovida ao elenco principal. Em agosto de 2016, foi anunciado que Michael Imperioli seria convidado como o anjo Uriel, irmão de Lucifer e Amenadiel; e Charisma Carpenter como Jamie Lee Adrienne, uma ex-playmate com "muitos anos de festas". Em 2 de setembro de 2016, Chris Payne Gilbert foi anunciado no papel de convidado de John Decker, o pai de Chloe, um bom policial e pai que foi assassinado anos antes. Em 23 de novembro de 2016, foi relatado que Tim DeKay interpretaria o Dr. Jacob Carlisle, um brilhante professor de neurociência. Em 20 de janeiro de 2017, foi anunciado que Timothy Omundson foi escalado como Deus Johnson (God Johnson), um paciente em um hospital psiquiátrico que acredita ser Deus.

### Filmagens
A temporada foi filmada em Vancouver, British Columbia, Canadá.

## Recepção

### Resposta da crítica
No site do agregador de críticas, Rotten Tomatoes, a temporada tem 100% de aprovação com base em 9 resenhas, com uma avaliação média de 7,86/10. O consenso crítico do site diz: "Tom Ellis continua a brilhar como Morningstar, embora talvez ele pudesse voar mais alto se não estivesse preso em um formato tão familiar".
Bernard Boo do We Got This Covered deu à estreia uma pontuação de 7/10 e disse: "A segunda temporada de Lucifer começou bem, construindo sobre os pontos fortes do programa e mantendo alguns dos pontos fracos. Ainda é uma hora demonicamente engraçada na televisão". LaToya Ferguson do The A.V. Club deu uma nota B e disse em seu comentário "Honestamente, é bom ter Lucifer de volta. A performance de Tom Ellis como o encanto do demônio ainda é perfeita na série charmosamente imperfeita." Ed Power do Daily Telegraph deu 4/5 e declarou "Se você vai fazer um programa policial em que o investigador principal é Belzebu, você realmente não tem escolha a não ser se comprometer totalmente e essa disposição de mergulhar é a graça salvadora de Lucifer". Matt Webb Mitovich do TVLine disse que "'Mãe' era a palavra na boca de todos quando o Lucifer, da Fox, lançou sua segunda temporada, e ainda assim o paradeiro da tremenda matriarca gerou um jogo de adivinhação na maior parte do tempo." Yana Grebenyuk do The Young Folks deu 9/10. Irtesam Zaidi do Tell-Tale TV deu 4/5 e declarou que "O programa ainda segue procedimentos policiais, enquanto dá a Tom Ellis bastante tempo na tela para fazer sua mágica". Karen Rought do Hypable deu 4/5 e disse “A 2ª temporada ainda tem um elemento processual, embora eu não ache que seja necessário para manter a história interessante. Há muitos procedimentos como CSI e Law & Order, mas poucos com um toque sobrenatural como Lucifer».
Em sua resenha da temporada, Kaitlyn Booth do Bleeding Cool deu 8/10 e disse "Lucifer pode ter um pouco da síndrome do 'caso da semana', mas em sua segunda temporada ele se concentrou em sua mitologia e foi melhor para ele".

### Audiência
| №  | Título                              | Exibição original      | Rating/share (18–49) | Audiência (em milhões) | DVR (18–49) | Audiência em DVR (milhões) | Total (18–49) | Audiência total (em milhões) |
| -- | ----------------------------------- | ---------------------- | -------------------- | ---------------------- | ----------- | -------------------------- | ------------- | ---------------------------- |
| 1  | "Everything's Coming Up Lucifer"    | 19 de setembro de 2016 | 1.3/4                | 4.36                   | 0.9         | 2.75                       | 2.2           | 7.11                         |
| 2  | "Liar, Liar, Slutty Dress on Fire"  | 3 de outubro 2016      | 1.1/4                | 3.67                   | 0.9         | 2.69                       | 2.0           | 6.37                         |
| 3  | "Sin-Eater"                         | 10 de outubro de 2016  | 1.0/3                | 3.67                   | 0.9         | 2.63                       | 1.9           | 6.30                         |
| 4  | "Lady Parts"                        | 17 de outubro de 2016  | 1.1/4                | 3.63                   | 0.7         | 2.30                       | 1.8           | 5.92                         |
| 5  | "Weaponizer"                        | 24 de outubro de 2016  | 1.0/4                | 3.55                   | 0.8         | 2.26                       | 1.8           | 5.81                         |
| 6  | "Monster"                           | 31 de outubro de 2016  | 0.9/3                | 3.42                   | 0.9         | 2.40                       | 1.8           | 5.82                         |
| 7  | "My Little Monkey"                  | 7 de novembro de 2016  | 1.0/3                | 3.52                   | 0.8         | 2.51                       | 1.8           | 6.03                         |
| 8  | "Trip to Stabby Town"               | 14 de novembro de 2016 | 1.1/4                | 3.87                   | 0.7         | 2.26                       | 1.8           | 6.13                         |
| 9  | "Homewrecker"                       | 21 de novembro de 2016 | 1.0/3                | 3.63                   | 0.8         | 2.24                       | 1.8           | 5.87                         |
| 10 | "Quid Pro Ho"                       | 28 de novembro de 2016 | 1.1/4                | 4.09                   | 0.7         | 2.13                       | 1.8           | 6.22                         |
| 11 | "Stewardess Interruptus"            | 16 de janeiro de 2017  | 1.1/4                | 3.97                   | 0.8         | 2.28                       | 1.9           | 6.25                         |
| 12 | "Love Handles"                      | 23 de janeiro de 2017  | 1.2/4                | 4.17                   | 0.7         | 2.23                       | 1.9           | 6.40                         |
| 13 | "A Good Day to Die"                 | 30 de janeiro de 2017  | 1.2/4                | 4.19                   | 0.7         | 2.01                       | 1.9           | 6.20                         |
| 14 | "Candy Morningstar"                 | 1 de maio de 2017      | 1.0/4                | 3.41                   | 0.7         | 2.09                       | 1.7           | 5.50                         |
| 15 | "Deceptive Little Parasite"         | 8 de maio de 2017      | 0.9/3                | 3.25                   | 0.7         | 1.91                       | 1.6           | 5.16                         |
| 16 | "God Johnson"                       | 15 de maio de 2017     | 0.8/3                | 3.05                   | 0.7         | 2.05                       | 1.5           | 5.10                         |
| 17 | "Sympathy for the Goddess"          | 22 de maio de 2017     | 0.8/3                | 3.03                   | 0.7         | 2.07                       | 1.5           | 5.10                         |
| 18 | "The Good, the Bad, and the Crispy" | 29 de maio de 2017     | 0.9/3                | 3.31                   | 0.7         | 2.00                       | 1.6           | 5.30                         |